# Gonatocerus nigrithorax
Gonatocerus nigrithorax is een vliesvleugelig insect uit de familie Mymaridae. De wetenschappelijke naam is voor het eerst geldig gepubliceerd in 1953 door Ogloblin.